# Europarechtsanpassungsgesetz Bau
Das Europarechtsanpassungsgesetz Bau (EAG Bau), im Langtitel Gesetz zur Anpassung des Baugesetzbuchs an EU-Richtlinien, vom 24. Juni 2004 hat als Artikelgesetz einige baurechtlich relevante Gesetze wie das Baugesetzbuch geändert.
Das EAG Bau diente der Umsetzung der Richtlinie 2001/42/EG des Europäischen Parlamentes und des Rates über die Prüfung der Umweltauswirkungen bestimmter Pläne und Programme (Strategische Umweltprüfung bzw. Planumweltprüfung – PlanUP) sowie der Richtlinie 2003/35/EG über die Beteiligung der Öffentlichkeit bei der Ausarbeitung bestimmter umweltbezogener Pläne und Programme. Folge der Änderung des Baugesetzbuchs war insbesondere die Einführung der Umweltprüfung in der Bauleitplanung und damit eine grundlegende Änderung der Vorschriften über die Aufstellung der Bauleitpläne.